# کودتا: راهنمای عملی
کودتا: راهنمای عملی که برای اولین بار در سال ۱۳۴۶ منتشر شد، کتابی است از ادوارد لوتواک که شرایط، استراتژی، برنامه‌ریزی و اجرای کودتاهای دولتی را بررسی می‌کند. یک ویرایش تجدید نظر شده از این کتاب، با رجوع به فناوری قرن بیست و یکم، در سال ۱۳۹۴ منتشر شد. این کتاب به ۲۷ زبان خارجی و از جمله به تازگی، به زبان‌های تایلندی و مجارستانی، ترجمه شده است. ترجمهٔ فارسی این کتاب در سال ۱۳۵۹ با ترجمهٔ محمدحسن فغفوری توسط انتشارات گستره منتشر شد و کتاب ترجمه‌شده با نام «شناخت و مبارزه با کودتا» شناخته می‌شود.

## ایده‌های اصلی
این کتاب در مورد نحوه انجام یک کودتا بحث می‌کند که مفهومی متمایزاز انقلاب است. برخلاف انقلاب، کودتا شامل تصرف سریع دستگاه ها وکارهای دولتی توسط شورشیان، بدون نابود کردن آنها است، بنابراین و بدین ترتیب، انتقال سریع قدرت ممکن می‌شود. همانطور که لوتواک بیان می‌کند: یک کودتا «از بخش‌هایی از دستگاههای دولتی، برای تسلط بر بقیه قسمتها استفاده می‌کند».
هر کشوری برای انجام یک کودتا مناسب نیست. لوتواک، شرایطی را که باید برای قابل اجرا بودن یک کودتا وجود داشته باشند، بدین ترتیب شرح می‌دهد:
1. وضعیت اقتصادی باید ضعیف باشد، تا باعث ناآرامی در میان مردم شود.
2. قدرت باید در دست یک حزب واحد و یا نخبگان حاکم متمرکز باشد.
3. دولت باید استقلال سیاسی داشته باشد، بطوری که از تاثیرات خارجی که ممکن است پس از کودتا مداخله کرده و کنترل آنرا به دست گیرند، آزاد باشد.
4. کشور باید به اندازه کافی سازماندهی شده باشد تا با یک بوروکراسی ساختار، بتوان به طور مؤثر آن را تصرف کرد.

بنا بگفته لوتواک، کلید یک کودتای موفق، انعطاف‌پذیری است. نیروهای انقلابی، باید در استفاده از رویدادها به نفع خود و تصرف سریع مؤسسات دولتی مهارت داشته باشند. تمرکز اصلی در آغاز یک کودتا، بی‌اثر کردن سریع نیروهای مسلح وفادار به رژیم قبلی است. همانطور که او مینویسد: «حداکثر سرعت در مرحله انتقال، نیاز به بی‌اثر کردن کامل مخالفان، قبل و نیز بلافاصله بعد از کودتا است». لوتواک پیشنهاد می‌کند که انقلابیون، بصورت تیمی و بموازات هم عمل کنند تا بتوانند سه هدف اصلی را دنبال کنند:
1. «تأسیسات تحت محافظت شدید، همراه با کنترل سخت دسترسی بآنها»: مانند کاخها، ستادهای نظامی و مراکز فرماندهی پلیس. این‌ مکانها، هم اهداف استراتژیک نظامی هستند و هم سمبل هائی هستند که به انقلابیون، امکان کنترل فیزیکی می‌دهند. انقلابیون باید به جای درگیری بهمراه خونریزیهای زیاد، باین مؤسسات از درون نفوذ کرده و سپس آنها را تصرف کنند.
2. مراکز ارتباطی: لوتواک بر لزوم غیرفعال کردن تکنیسین‌های دولتی و نیز عدم قابلیت‌ پخش تبلیغات و امکان هماهنگی میان نیروهای وفادار، تأکید می‌کند.
3. شخصیت‌های اصلی در دولت کنونی باید به سرعت، توسط تیم‌های کوچک مخفی و قبل از آغاز رسمی کودتا، بی‌اثر شوند.

«یک کودتا» همانطور که لوتواک توصیف می‌کند، «نفوذ به یک بخش کوچک اما فعال از دستگاههای دولتی است که بعدا باید، برای عدم امکان کنترل دولت در مورد بقیه دستگاهها استفاده می‌شود.» او این موضوع را با عملکرد انتقال سریع کنترل بر یک ماشین پرسرعت مقایسه می‌کند. انقلابیون باید سعی کنند که رژیم قدیمی استفاده از سیستم بوروکراتیک را از بین ببرند تا بدین ترتیب، این اطمینان بوجود آید که افکار عمومی، تحت تأثیر قرار نگیرد و در برابر انتقال قدرت مقاومت نکند. انقلابیون به جای تحمیل کودتا بر مردم، باید آنها را متقاعد کنند که حکومتشان بر آنها، وضع کشورشان را بهبود خواهد بخشید و همزمان با آن، باید مخالفان پر سر و صدا را نیز بی‌اثر ‌کنند.

## واکنش‌های انتقادی
در بررسی این کتاب در سال ۱۳۵۸ توسط ریچارد کلاترباک، وی کتاب «کودتا: راهنمای عملی» را، یکی از «تنها دو کتاب جامع معاصر، در مورد موضوع کودتاهای نظامی» دانست که از نظر محتوا و توجه خوانندگان ارزشمند است. کتاب بعدی وی «مرد سوار بر اسب» اثر ساموئل فاینر بود. با این حال، کلاترباک از کتاب انتقاد می‌کند که در تعیین موفقیت احتمالی یک کودتای دولتی، نقش رسانه‌های خبری را، بطور کامل مشخص نکرده است.

## نظریات مراجعه کنندگان به کتاب
ژنرال محمد اوفقیر، رهبر اصلی طرح ناموفق سرنگونی دولت مراکش در سال ۱۳۵۰، این کتاب را  مطالعه کرده بود.
در سال ۱۳۹۲ و در دوران آشوب در مصر، روزنامه‌نگار فایننشال تایمز، جوزف کاترول، نموداری از نحوه انجام یک کودتا منتشر کرد که از کتاب لوتواک گرفته شده بود. این نمودار، سه مکان مانند اقامتگاه‌های شخصیت‌های مهم، ایستگاه‌های تلویزیونی و نیز راههای اصلی ترافیکی را که انقلابیون باید در تصرف و تحت کنترل داشته باشند، نشان می‌دهد.
فیلم هیجان‌انگیز ۱۳۵۶ «پاور پلی»، بر اساس این کتاب ساخته شده است. در این فیلم، یک افسر نظامی آرمان‌گرا، بخاطر قتل‌های بدون محاکمه و همراه با شکنجه دولت، برای سرکوبی تروریسمی که ناشی از بی‌کفایتی و فساد رژیم بوجود آمده است، بیزار می‌شود. او تصمیم می‌گیرد که بخاطر کشورش باید تلاش کند تا رژیم را سرنگون کند و به هرج و مرج پایان دهد. او تنها نگران نفوذ عوامل رئیس امنیت داخلی مورد نقرت مردم است که می‌داند هیچ رحمی بهیچکس نخواهد کرد. این سرهنگ، طرح خود را با موفقیت بانجام می‌رساند اما بعدا، متوجه می‌شود که از جانب یک گروه داخلی در نیروهای کودتا، خطری نادیده گرفته شده است و بدین ترتیب، خود را بهمراه کسانی که برکنار کرده است، در برابر جوخه اعدام می‌یابد.

## کودتا: راهنمای عملی
- چگونه جباریت سقوط می‌کند: و چگونه ملت‌ها بقا می‌یابند